# 産まれてすぐピエロと呼ばれた息子
産まれてすぐピエロと呼ばれた息子（うまれてすぐぴえろとよばれたむすこ）は「道化師様魚鱗癬」という難病を患う息子の育児や出産時の気持ち等を描いた実母によるブログ日記。およびそれを書籍化した小説。

## 概要
- 2017年7月4日、著者であるピエロの母は 道化師様魚鱗癬の息子との日常や出産当時の思い出をアメーバブログで投稿。
- その後 多くの反響を呼び、ベストセラーズより書籍化が決定。2019年11月9日に出版された[1][2]。
- 2020年6月26日、CBCテレビの報道番組チャント！にピエロの母が息子、夫とともに出演。
- 2021年4月14日にCBCの公式YouTubeチャンネル「CBCドキュメンタリー」でドキュメンタリー映像の定期配信がスタート（タイトル名は「ピエロと呼ばれた息子」）。約半年間で第1話の再生数が約1400万回超、シリーズ累計（24話）は約4000万回を突破している[3]。
- 2022年3月、SNS上でピエロの母の息子を数ヶ月にわたって誹謗中傷していた人物が逮捕されている（詳細は後述「SNS誹謗中傷事件」を参照）。
- 2022年5月、上述のドキュメンタリーが第59回（2021年度）ギャラクシー賞テレビ部門フロンティア賞を受賞。その時点でのドキュメンタリーの配信数は61本、再生数は8100万回を超えている[4][5]。
- 2023年2月時点で、ドキュメンタリー映像の配信数が100回を突破。再生数の累計は1億1600万回を超えている[6]。

## ストーリー
全身の皮膚が乾燥し剥がれ落ちる難病、魚鱗癬。その中でも最重病とされる「道化師様魚鱗癬」は50万人から100万人に1人といわれる難病である。本作は道化師様魚鱗癬の息子とその母親の日常を描いた作品である。

## 登場人物

### 息子
- 本作の主役にあたる人物。道化師様魚鱗癬を患っている。
- 年齢は6歳（2023年2月時点）。

### 母
- 本作品の著者。1987年に生まれ、元保育士の経験を持っている[7]。
- 「ピエロの母」を名乗る理由はブログ上で語られている[8]。

### 父
- ピエロの母の夫。
- たまに母に代わってブログを更新しており、書籍には父の記事も一部掲載されている。
- 「ガクの父」という名義でTwitterやInstagramやTikTokを開設している。

## 出演メディア情報
- 書籍　(出版日：2019年11月9日 - 出版者：ベストセラーズ - 図書番号：ISBN 978-4584139424)

## SNS誹謗中傷事件
2021年10月、群馬県に住む40代の男がピエロの母の息子に対し、Twitterで誹謗中傷を行った。内容は容姿をけなす発言や顔写真の加工・悪用など。男はアカウントが凍結されても他のアカウントを取得し、誹謗中傷を繰り返しており、その投稿数は1000件を超えていた。ピエロの父の通報により、男は2022年3月に名誉棄損の疑いで三重県警により逮捕された。

## 評価
- 乙武洋匡が本作品を絶賛している[10]。